# Pseudostegana bisetosa
Pseudostegana bisetosa är en tvåvingeart som beskrevs av Chen och Masanori Joseph Toda 2005. Pseudostegana bisetosa ingår i släktet Pseudostegana och familjen daggflugor. Inga underarter finns listade i Catalogue of Life.